# On Your Mark
「On Your Mark」（オン・ユア・マーク）は、CHAGE&ASKA（現：CHAGE and ASKA）の楽曲。1994年8月3日に35枚目シングル『HEART/NATURAL/On Your Mark』の3曲目の楽曲として発売された。作詞・作曲は「飛鳥涼」の名義でASKA、編曲は澤近泰輔が担当している。
1995年7月15日には、楽曲をモチーフとしたスタジオジブリ制作によるプロモーション・フィルム用の短編アニメーション作品が公開された。原作・脚本・監督は宮崎駿。

## 楽曲

### 背景・音楽性
1994年8月3日にシングル「HEART/NATURAL/On Your Mark」の収録曲として発売された。
当初は「アメリカン・フェスティバル '94」のテーマソングとして制作されたもので、アメリカのかっこよさや、アメリカの大地の雄大さが表現されている。
歌詞に登場する「君と僕」は、男女なのか男同士なのかは明らかにされていないが、作詞を行ったASKAは「なんとなくC&Aの15周年を意識してみようと思って」と制作当時のファンクラブ会報誌で語っている。自分たちがやっていることを自然な言葉で表現しようと思いながら書いたという。
1996年、海外の一流アーティストがCHAGE&ASKAの楽曲をカバーしたトリビュートアルバム
『one voice THE SONGS OF CHAGE&ASKA』が制作され、その中でCHAGE&ASKA自身も英語詞でのセルフカバーで2曲参加。そのうちの1曲が『On Your Mark』の英語バージョン『Castles In The Air』である。

### メディアでの使用
- アメリカン・フェスティバル '94 テーマソング。
- 日本電気 CMソング[注 1]。
- Iwataniスペシャル 鳥人間コンテスト2023 エンディングテーマソング。

### 参加ミュージシャン
※アルバム『CODE NAME.2 SISTER MOON』のクレジットより抜粋。
- Drums：長谷部徹
- Bass：美久月千晴
- Electric Guitar, Acoustic Guitar：是永巧一
- Acoustic Piano, Keyboards：澤近泰輔
- Synthesizer Sound Designer：中山信彦
- Strings：JOEストリングス
- Chorus：下成佐登子, 河合夕子, 中林たら

### 収録アルバム
国内盤
- CODE NAME.2 SISTER MOON
- CHAGE&ASKA VERY BEST ROLL OVER 20TH

海外盤
- GREATEST HITS
- THE BEST
- Asian Communications Best

## 映像作品

### 解説
CHAGE and ASKAがデビュー15周年に当たる1994年に発表した楽曲「On Your Mark」のPVをスタジオジブリが手掛けたことで、当時話題となった作品である。CHAGE and ASKAのコンサート会場での上演を目的に制作され、1995～96年のコンサートツアー「SUPER BEST3 MISSION IMPOSSIBLE」の会場で上映された。宮崎駿が原作、脚本、監督を務めているが、台詞はなく、映像と音楽と効果音のみで構成されている。わずか6分48秒（本編は6分40秒）の短編でありながら、映像作品としての完成度は高く未だに根強い人気がある。
アニメーションと楽曲のコラボレーションは、コンサート演出用としてASKAが思いついたものである。ASKAの発案を受けて、CHAGE（現：Chage）が宮崎駿への依頼を提案したことから、スタジオジブリに企画が持ち込まれることになり、ジブリ側も初めての試みに興味を示して快諾する。当時、宮崎は長編アニメ『もののけ姫』の制作に取りかかっていたが、順調ではなかったようである。プロデューサーの鈴木敏夫は、この企画が良い気分転換になるのではないかと考えて引き受けたと後日語っている。
楽曲「On Your Mark」では、幾度挫折しようとも諦めずに未来へ向かって走る2人が描かれているが、宮崎はそれを、放射能で汚染される世紀末後の未来を舞台に、CHAGEとASKAをモデルにした2人の警官が翼の生えた少女を救うストーリーに仕上げている。地表が放射能で汚染され、病気が蔓延するような世界。そこで生きるとはどういうことなのかを考えながら制作したと語っている。宮崎監督作品としては、『天空の城ラピュタ』以来の本格SFアクション活劇であり、CG技術を初めて使用した作品でもある。
CHAGE and ASKAのコンサート会場で上演されたほか、1995年7月15日、「ジブリ実験劇場」と銘打たれて劇場でも公開される。長編アニメ映画『耳をすませば』の同時上演作品として全国の劇場で上演され、あまりの人気ぶりに当時、長編化の打診もあった。

### あらすじ
オゾン層が破壊され危険な太陽光が降り注ぎ、原子力事故により地表が放射性物質で汚染され、人類が地下に住むようになった世紀末後の未来の都市が舞台。ある日、武装警官隊が怪しげな宗教団体の拠点に強襲をかけ熾烈な銃撃戦の末に制圧。内部を捜索していた主人公の警官二人は一人の瀕死の少女を見つけて救助するが、その少女には翼が生えていた。しかしその特異性から、少女は科学者チームによって強制的に研究サンプルとしてカプセルに収容、回収されてしまう。やむなくその場は引き下がった二人だったが、どうしても少女の事が忘れられず、命がけで研究所に侵入して少女を連れ戻し、再び空へ帰すために奮闘する。

### 登場人物
※いずれも台詞がないので声優はいない。
- サングラスをかけた警官（CHAGEがモデル）
- 茶髪の警官（ASKAがモデル）
- 翼の生えた少女[注 3]

### スタッフ
| 製作                 | 製作                 | Real Cast Inc. |
| 原作・脚本・監督     | 原作・脚本・監督     | 宮崎駿 |
| 作画監督             | 作画監督             | 安藤雅司 |
| 原画                 | 原画                 | 大塚伸治、石井邦幸、遠藤正明、河口俊夫、篠原征子、百瀬義行、森友典子、小西賢一、吉田健一、芳尾英明、稲村武志、笹木信作、松瀬勝、野田武広、山田憲一 |
| 動画チェック         | 動画チェック         | 舘野仁美、中込利恵、斎藤昌哉、井上博之 |
| 動画                 | 動画                 | 手島晶子、北島由美子、大村まゆみ、柴田和子、中村勝利、柴田絵理子、小野田和由、倉田美鈴、桑名郁朗、沢九里、鈴木麻紀子、鈴木まり子、山森英司、松尾真理子、菊地華、鶴岡耕次郎、横山和美、ALEXANDRA WEIHRAUCH、東誠子、山浦由加里、西戸スミエ、槇田喜代子、長嶋陽子、末田久子、コマサ、富沢恵子、板野方子、岩柳恵美子、近藤梨恵、常木志伸、山本まゆみ、渡辺恵子、テレコム・アニメーションフィルム |
| 作画協力             | 作画協力             | アニメトロトロ、OH!プロダクション、スタジオコックピット、スタジオたくらんけ |
| 美術監督             | 美術監督             | 武重洋二 |
| 美術                 | 美術                 | 男鹿和雄、田中直哉、山川晃、長縄恭子、春日井直美、伊奈涼子、平原さやか、福留嘉一 |
| 特殊効果             | 特殊効果             | 谷藤薫児、橋爪朋二、村上正博 |
| キャラクター色彩設計 | キャラクター色彩設計 | 保田道世 |
| 仕上検査             | 仕上検査             | 井関真代 |
| 仕上                 | 仕上                 | 森奈緒美、守屋加奈子、熱田尚美、田口知、片山由里子、京都アニメーション、スタジオロビン、宮崎アニメーション、スタジオぴえろ福岡分室、スタジオアド、トレーススタジオM、スタジオOZ |
| 色指定               | 色指定               | 鈴木孝子 |
| 撮影監督             | 撮影監督             | 奥井敦 |
| 撮影                 | 撮影                 | 籔田順二、高橋わたる、古城環 |
| CG制作               | CG制作               | 株式会社リンクス、中野英樹、片塰満則、阿部慶ー、斎藤紀生 |
| 音響監督             | 音響監督             | 浅梨なおこ |
| 整音                 | 整音                 | 大野映彦 |
| 録音スタジオ         | 録音スタジオ         | アオイスタジオ |
| 音響制作             | 音響制作             | スタジオムーン、稲城和美、今井康之 |
| SR・Dリレコ          | SR・Dリレコ          | 西尾昇、阿部耕二 |
| タイトル             | タイトル             | 道川昭 |
| 編集                 | 編集                 | 瀬山武司 |
| 編集助手             | 編集助手             | 水田経子、内田恵 |
| 監督助手             | 監督助手             | 有冨興二 |
| 制作担当             | 制作担当             | 高橋望 |
| 制作チーフ           | 制作チーフ           | 川端俊之 |
| 制作デスク           | 制作デスク           | 田中千義、西桐共昭 |
| 制作進行             | 制作進行             | 大塚浩二、長澤美奈子 |
| 制作総務             | 制作総務             | 山本珠実、山田尚美 |
| 現像                 | 現像                 | IMAGICA |
| 制作                 | 制作                 | スタジオジブリ |
| プロデューサー       | プロデューサー       | 鈴木敏夫 |

### 反響

#### 評価
- 1995年公開当時、反響が大きく長編化の打診も多かったという[4]。
- スタジオジブリの鈴木敏夫は、「僕らにとっても特別な作品」と表している[9]。本作が転機となって、行き詰っていた『もののけ姫』の制作がストーリーを全て変更して一気に進むことになったと自身の著書で述べている[6][4]。

#### 解釈
- 宮崎監督は、「音楽映画だから、見た人の感じたように受け取ってもらってかまわない」としながらも、暗号のようなものはいっぱい入れていると語っている通り、見る度ごとに、様々な異なる解釈が出来る仕組みとなっている[7]。

### 備考
- 2005年11月16日にジブリ短編作品を収録したDVD『ジブリがいっぱいSpecial ショートショート』で初DVD化されるが、同DVDではクレジットタイトルの後に「吉田 健氏 (1955－1999)に捧ぐ。」と表示される。吉田健は当時CHAGE and ASKAが所属していたポニーキャニオンのプロデューサーで、CHAGE and ASKAの意向を受けてジブリに本作品の制作を依頼した人物。1999年9月に悪性リンパ腫でこの世を去っている[4]。
- 2020年3月13日からタワーレコードにて開催された「Breath Of Bless ASKA MUSEUM」で、ASKA私物のセル画が展示された[10]。

### 上演・放送
- 1995年7月5日、CHAGE and ASKAのコンサートツアー「CONCERT TOUR '95～'96 SUPER BEST 3 MISSION IMPOSSIBLE」（1995年7月5日 - 1996年1月30日）で初披露された[4]。
- 1995年7月15日、長編アニメ映画『耳をすませば』との同時上演で劇場初公開された。
- 2004年、CHAGE and ASKAのコンサートツアー「CHAGE and ASKA CONCERT TOUR 2004 two-five」のアリーナ公演で、「On Your Mark」が歌われる中、ステージバックで映像が流された[11]。
- 2017年1月5日と1月9日、アメリカで初上演。「もののけ姫」の公開20周年を記念した上映イベントで並演される[12]。
- 2023年、2月11日〜2月19日までイオンシネマ シアタス調布にて9日間限定で『耳をすませば』と同時上映される[13]。

### 収録作品

#### VHS・LD
- スタジオジブリ作品ＬＤ全集ジブリがいっぱい（TKLO-50180） On Your Mark収録（TKLO-50180-11）（1996年8月1日発売）
- ジブリ実験劇場 On Your Mark（1997年7月25日発売）

PV、ライカリール（宮崎駿の直筆絵コンテで構成された本編のテスト版映像）収録。
CHAGE and ASKAのPVとして、当時彼らが所属していたポニーキャニオンからリリース（CHAGE and ASKA「Something There」PVも同時収録）。

#### DVD
- ジブリがいっぱいSPECIALショートショート（2005年11月16日発売）

日本語2.0ch、日本語5.1ch、英語2.0ch（「CASTLES IN THE AIR」）のそれぞれ歌詞あり/なしの計6パターン収録。映像特典としてライカリール収録。2014年5月20日、販売停止。
- ジブリがいっぱいSPECIALショートショート 1992-2016（2019年7月17日発売）

日本語2.0ch、日本語5.1ch、英語2.0ch（「CASTLES IN THE AIR」）収録。映像特典としてライカリール収録。

#### Blu-ray
- 『宮崎駿監督作品集』（2014年7月2日発売）特別ディスク「On Your Mark」（2014年10月27日 - 2015年10月31日配布）

『宮崎駿監督作品集』購入者を対象に、期間限定で無償配布された。
日本語2.0ch、日本語5.1ch、英語2.0ch（「CASTLES IN THE AIR」）収録。
- ジブリがいっぱいSPECIALショートショート 1992-2016（2019年7月17日発売）

日本語2.0ch、日本語5.1ch、英語2.0ch（「CASTLES IN THE AIR」）収録。映像特典としてライカリール収録。

## 『15th ANNIVERSARY On Your Mark』
『15th ANNIVERSARY On Your Mark』（フィフティーンス・アニバーサリー　オン・ユア・マーク）は、CHAGE&ASKA（現：CHAGE and ASKA）のインタビュー＋ライブ作品。1994年9月21日にVHSとLDで発売された。発売元はポニーキャニオン。

### 背景
本作は、『CONCERT TOUR'90~'91 "SEE YA!!"』や、『CONCERT TOUR 1992 "BIG TREE"』『SPECIAL EVENT '93 GUYS〜夢の番人〜』『史上最大の作戦 THE LONGEST TOUR 1993-1994』など、今までのライブの模様を、２人のインタビューなどを交えて収録したもの。
ラストには当時の最新シングル「HEART/NATURAL/On Your Mark」から、「NATURAL」と「On Your Mark」のPVが収録されている。

### リリース
その後、2020年11月11日にDVDとして再発売された。

### 収録曲
1. DO YA DO
作詞・作曲：飛鳥涼
2. YELLOW MEN
作詞：澤地隆　作曲：CHAGE
3. Primrose Hill
作詞・作曲：CHAGE
4. SOME DAY（C&A ver.）
作詞：澤地隆　作曲：CHAGE
5. 心のボール
作詞・作曲：飛鳥涼
6. 太陽と埃の中で
作詞・作曲：飛鳥涼
7. LOVE SONG
作詞・作曲：飛鳥涼
8. CATCH & RELEASE
作詞・作曲：CHAGE
9. 僕はこの瞳で嘘をつく
作詞・作曲：飛鳥涼
10. WALK
作詞・作曲：飛鳥涼
11. SAY YES
作詞・作曲：飛鳥涼
12. BIG TREE
作詞・作曲：飛鳥涼
13. if（PV）
作詞・作曲：飛鳥涼
14. GUYS
作詞・作曲：飛鳥涼
15. 夢の番人
作詞・作曲：飛鳥涼
16. 夢
作詞・作曲：CHAGE
17. MOON LIGHT BLUES
作詞・作曲：飛鳥涼
18. HANG UP THE PHONE
作詞・作曲：飛鳥涼
19. 嘘
作詞・作曲：CHAGE
20. no no darlin'
作詞・作曲：飛鳥涼
21. Sons and Daughters〜それより僕が伝えたいのは
作詞・作曲：飛鳥涼
22. なぜに君は帰らない
作詞・作曲：飛鳥涼
23. You are free
作詞・作曲：飛鳥涼
24. YAH YAH YAH
作詞・作曲：飛鳥涼
25. NATURAL（PV）
作詞：飛鳥涼　作曲：CHAGE・村上啓介
26. On Your Mark（PV）
作詞・作曲：飛鳥涼